# Puchar Świata w kolarstwie torowym 1998
Puchar Świata w kolarstwie torowym w sezonie 1998 to 6. edycja tej imprezy. Organizowany przez UCI, obejmował cztery rundy: w kolumbijskim Cali w dniach 22–24 maja 1998 roku, w kanadyjskiej Victorii w dniach 29-31 maja 1998 roku, w stolicy Niemiec – Berlinie w dniach 12–14 czerwca 1998 roku oraz we francuskim Hyères w dniach 19–21 czerwca 1998 roku.
Trofeum sprzed roku broniła reprezentacja Francji. W tym sezonie najlepsza okazała się reprezentacja Niemiec.

## Klasyfikacja narodów
| Miejsce | Państwo           | Punkty |
| ------- | ----------------- | ------ |
| 1.      | Niemcy            | 351    |
| 2.      | Francja           | 333    |
| 3.      | Stany Zjednoczone | 234    |
| 4.      | Australia         | 220    |
| 5.      | Rosja             | 214    |
| 6.      | Włochy            | 166    |
| 7.      | Wielka Brytania   | 160    |
| 8.      | Hiszpania         | 134    |
| 9.      | Polska            | 90     |
| 10.     | Dania             | 80     |

## Wyniki

### Mężczyźni

#### Keirin
| Lp | Miasto   | 1. miejsce      | 2. miejsce      | 3. miejsce       |
| -- | -------- | --------------- | --------------- | ---------------- |
| 1. | Cali     | Jens Fiedler    | Laurent Gané    | Marty Nothstein  |
| 2. | Victoria | Frédéric Magné  | Marty Nothstein | Jan van Eijden   |
| 3. | Berlin   | Jens Fiedler    | Darryn Hill     | John Gonzales    |
| 4. | Hyères   | Roberto Chiappa | Eyk Pokorny     | Viesturs Bērziņš |

#### 1000 m
| Lp | Miasto   | 1. miejsce      | 2. miejsce            | 3. miejsce         |
| -- | -------- | --------------- | --------------------- | ------------------ |
| 1. | Cali     | Stefan Nimke    | José Antonio Escuredo | Dimitris Georgalis |
| 2. | Victoria | Erin Hartwell   | Frédéric Lancien      | Grzegorz Krejner   |
| 3. | Berlin   | Arnaud Tournant | Sören Lausberg        | Grzegorz Krejner   |
| 4. | Hyères   | Hervé Thuet     | Narihiro Inamura      | Craig MacLean      |

#### Sprint indywidualny
| Lp | Miasto   | 1. miejsce       | 2. miejsce      | 3. miejsce       |
| -- | -------- | ---------------- | --------------- | ---------------- |
| 1. | Cali     | Arnaud Tournant  | Marty Nothstein | Laurent Gané     |
| 2. | Victoria | Frédéric Magné   | Jan van Eijden  | Jens Fiedler     |
| 3. | Berlin   | Florian Rousseau | Frédéric Magné  | Viesturs Bērziņš |
| 4. | Hyères   | Laurent Gané     | Sean Eadie      | Eyk Pokorny      |

#### Sprint drużynowy
| Lp | Miasto   | 1. miejsce                                                | 2. miejsce                                                             | 3. miejsce                                                             |
| -- | -------- | --------------------------------------------------------- | ---------------------------------------------------------------------- | ---------------------------------------------------------------------- |
| 1. | Cali     | Francja · Arnaud Tournant · Laurent Gané · Damien Gerard  | Niemcy · Jens Fiedler · Stefan Nimke · Jan Van Eijden                  | Grecja · George Chimonetos · Dimitris Georgalis · Labros Wassilopoulos |
| 2. | Victoria | Niemcy · Jens Fiedler · Stefan Nimke · Jan Van Eijden     | Francja · John Giletto · Frédéric Lancien · Laurent Gané               | Polska · Grzegorz Krejner · Marcin Mientki · Grzegorz Trębski          |
| 3. | Berlin   | Niemcy · Jens Fiedler · Sören Lausberg · Eyk Pokorny      | Francja · Arnaud Tournant · Florian Rousseau · Frédéric Magné          | Polska · Grzegorz Krejner · Marcin Mientki · Grzegorz Trębski          |
| 4. | Hyères   | Francja · Hervé Thuet · Laurent Gané · Vincent Le Quellec | Grecja · George Chimonetos · Dimitris Georgalis · Labros Wassilopoulos | Wielka Brytania · Craig Percival · Chris Hoy · Craig MacLean           |

#### Wyścig indywidualny na dochodzenie
| Lp | Miasto   | 1. miejsce      | 2. miejsce        | 3. miejsce       |
| -- | -------- | --------------- | ----------------- | ---------------- |
| 1. | Cali     | Luke Roberts    | Stefan Steinweg   | Robert Karśnicki |
| 2. | Victoria | Stefan Steinweg | Michael Sandstød  | Brett Lancaster  |
| 3. | Berlin   | Robert Bartko   | Serhij Matwiejew  | Antonio Tauler   |
| 4. | Hyères   | Jens Lehmann    | Andrea Collinelli | Aleksiej Markow  |

#### Wyścig drużynowy na dochodzenie
| Lp | Miasto   | 1. miejsce                                                                       | 2. miejsce                                                                                | 3. miejsce                                                                    |
| -- | -------- | -------------------------------------------------------------------------------- | ----------------------------------------------------------------------------------------- | ----------------------------------------------------------------------------- |
| 1. | Cali     | Francja · Fabien Merciris · Damien Pommereau · Jérôme Neuville · Andy Flickinger | Argentyna · Gustavo Artacho · Gonzalo Garcia · Walter Pérez · Edgardo Simón               | Hiszpania · Adolfo Alperi · Cristóbal Forcadell · Isaac Gálvez · Iván Herrero |
| 2. | Victoria | Australia · Brett Lancaster · Timothy Lyons · Luke Roberts · Michael Rogers      | Nowa Zelandia · Gary Anderson · Brendon Cameron · Timothy Carswell · Lee Vertongen        | Dania · Tayeb Braikia · Jimmi Madsen · Jakob Piil · Michael Sandstød          |
| 3. | Berlin   | Niemcy · Guido Fulst · Christian Lademann · Daniel Becke · Robert Bartko         | Ukraina · Ołeksandr Fedenko · Ołeksandr Symonenko · Serhij Matwiejew · Serhij Czerniawski | Rosja · Anton Szantyr · Eduard Gricun · Aleksiej Markow · Nikołaj Kuzniecow   |
| 4. | Hyères   | Włochy · Andrea Collinelli · Mario Benetton · Adler Capelli · Cristiano Citton   | Ukraina · Ołeksandr Fedenko · Ołeksandr Symonenko · Serhij Matwiejew · Serhij Czerniawski | Rosja · Anton Szantyr · Eduard Gricun · Aleksiej Markow · Nikołaj Kuzniecow   |

#### Madison
| Lp | Miasto   | 1. miejsce                                     | 2. miejsce                                  | 3. miejsce                               |
| -- | -------- | ---------------------------------------------- | ------------------------------------------- | ---------------------------------------- |
| 1. | Cali     | Argentyna · Gabriel Curuchet · Juan Curuchet   | Hiszpania · Isaac Gálvez · Joan Llaneras    | Niemcy · Stefan Steinweg · Mario Vonhof  |
| 2. | Victoria | Australia · Luke Roberts · Michael Rogers      | Hiszpania · Isaac Gálvez · Joan Llaneras    | Dania · Tayeb Braikia · Jakob Piil       |
| 3. | Berlin   | Włochy · Silvio Martinello · Andrea Collinelli | Belgia · Matthew Gilmore · Etienne De Wilde | Niemcy · Guido Fulst · Stefan Steinweg   |
| 4. | Hyères   | Włochy · Silvio Martinello · Marco Villa       | Belgia · Matthew Gilmore · Etienne De Wilde | Szwajcaria · Bruno Risi · Kurt Betschart |

#### Wyścig punktowy
| Lp | Miasto   | 1. miejsce       | 2. miejsce          | 3. miejsce         |
| -- | -------- | ---------------- | ------------------- | ------------------ |
| 1. | Cali     | Joan Llaneras    | Jean-Michel Tessier | Andriej Minachin   |
| 2. | Victoria | Brian Walton     | Jimmi Madsen        | Pawieł Chamidulin  |
| 3. | Berlin   | Michael Sandstød | Rob Hayles          | Philippe Ermenault |
| 4. | Hyères   | Michael Sandstød | Silvio Martinello   | Bruno Risi         |

### Kobiety

#### 500 m
| Lp | Miasto   | 1. miejsce        | 2. miejsce      | 3. miejsce        |
| -- | -------- | ----------------- | --------------- | ----------------- |
| 1. | Cali     | Magali Faure      | Michelle Ferris | Galina Jeniuchina |
| 2. | Victoria | Michelle Ferris   | Oksana Griszyna | Nicole Reinhardt  |
| 3. | Berlin   | Félicia Ballanger | Kathrin Freitag | Jiang Cuihua      |
| 4. | Hyères   | Félicia Ballanger | Jiang Cuihua    | Iryna Janowycz    |

#### Sprint indywidualny
| Lp | Miasto   | 1. miejsce        | 2. miejsce      | 3. miejsce      |
| -- | -------- | ----------------- | --------------- | --------------- |
| 1. | Cali     | Magali Faure      | Michelle Ferris | Jennie Reed     |
| 2. | Victoria | Michelle Ferris   | Oksana Griszyna | Tanya Dubnicoff |
| 3. | Berlin   | Félicia Ballanger | Michelle Ferris | Oksana Griszyna |
| 4. | Hyères   | Félicia Ballanger | Ulrike Weichelt | Oksana Griszyna |

#### Wyścig indywidualny na dochodzenie
| Lp | Miasto   | 1. miejsce         | 2. miejsce             | 3. miejsce           |
| -- | -------- | ------------------ | ---------------------- | -------------------- |
| 1. | Cali     | Antonella Bellutti | Rasa Mažeikytė         | Erin Veenstra        |
| 2. | Victoria | Lucy Tyler Sharman | Swietłana Samochwałowa | Erin Veenstra        |
| 3. | Berlin   | Lucy Tyler Sharman | Natalja Karimowa       | Judith Arndt         |
| 4. | Hyères   | Rasa Mažeikytė     | Yvonne McGregor        | Leontien van Moorsel |

#### Wyścig punktowy
| Lp | Miasto   | 1. miejsce         | 2. miejsce         | 3. miejsce         |
| -- | -------- | ------------------ | ------------------ | ------------------ |
| 1. | Cali     | Antonella Bellutti | Olga Slusariewa    | Rawea Greewood     |
| 2. | Victoria | Lucy Tyler Sharman | Olga Slusariewa    | Rawea Greewood     |
| 3. | Berlin   | Judith Arndt       | Antonella Bellutti | Lucy Tyler Sharman |
| 4. | Hyères   | Natalja Karimowa   | Alayna Burns       | Karen Dunne        |